# Matthias Herget
Matthias Herget (ur. 14 listopada 1955 w Annaberg-Buchholz) – niemiecki piłkarz występujący na pozycji obrońcy lub pomocnika.

## Kariera klubowa
Herget urodził się w NRD, jednak treningi rozpoczynał w zespole RW Bismarck Gelsenkirchen z RFN. Potem grał w SC Gelsenkirchen 07. W 1976 roku trafił do VfL Bochum z Bundesligi. W tych rozgrywkach zadebiutował 14 sierpnia 1976 roku w wygranym 1:0 meczu z 1. FC Saarbrücken. 17 sierpnia 1977 roku w wygranym 5:0 pojedynku z Herthą Berlin strzelił pierwszego gola w trakcie gry w Bundeslidze. W Bochum Herget grał przez dwa lata. W tym czasie rozegrał tam 64 ligowe spotkania i zdobył 2 bramki.
W 1978 roku odszedł do drugoligowego Rot-Weiss Essen. Spędził tam kolejne cztery lata. W 1982 roku został graczem pierwszoligowego Bayeru Uerdingen. Pierwszy ligowy mecz zaliczył tam 7 sierpnia 1982 roku przeciwko SG Wattenscheid 09 (3:1). W 1985 roku zdobył z zespołem Puchar RFN, po pokonaniu w jego finale 2:1 Bayernu Monachium. W 1986 roku Herget zajął z klubem 3. miejsce w Bundeslidze. W 1989 roku odszedł do FC Schalke 04 (2. Bundesliga), gdzie po roku zakończył karierę.

## Kariera reprezentacyjna
W reprezentacji RFN Herget zadebiutował 26 października 1983 roku w wygranym 5:1 meczu eliminacji Mistrzostw Europy 1984 z Turcją. 30 kwietnia 1985 roku w wygranym 5:1 pojedynku eliminacji Mistrzostw Świata 1986 z Czechosłowacją strzelił pierwszego gola w trakcie gry w drużynie narodowej. W 1986 roku Herget pojechał na Mistrzostwa Świata do Meksyku. Zagrał na nich w meczu z Danią (0:2), a reprezentacja RFN zajęła 2. miejsce w turnieju.
W 1988 roku znalazł się w kadrze na Mistrzostwa Europy. Wystąpił tam w pojedynkach z Włochami (1:1), Danią (2:0), Hiszpanią (2:0) oraz z Holandią (1:2). Tamten turniej reprezentacja RFN zakończyła na półfinale. W latach 1983–1988 w drużynie narodowej Herget rozegrał w sumie 39 spotkań i zdobył 4 bramki.